# (36335) 2000 NA5
2000 NA5 (asteroide 36335) é um asteroide da cintura principal. Possui uma excentricidade de 0.22933830 e uma inclinação de 2.32580º.
Este asteroide foi descoberto no dia 7 de julho de 2000 por LINEAR em Socorro.